# Euprosopia albipila
Euprosopia albipila är en tvåvingeart som beskrevs av Mcalpine 1973. Euprosopia albipila ingår i släktet Euprosopia och familjen bredmunsflugor. Inga underarter finns listade i Catalogue of Life.